# Peperomia rubripetiola
Peperomia rubripetiola är en pepparväxtart som beskrevs av William Trelease. Peperomia rubripetiola ingår i släktet peperomior, och familjen pepparväxter. Inga underarter finns listade i Catalogue of Life.